# Pamoyanan (Cianjur)
Pamoyanan is een bestuurslaag in het regentschap Cianjur van de provincie West-Java, Indonesië. Pamoyanan telt 14.572 inwoners (volkstelling 2010).